# World Series of Poker 2019
Die World Series of Poker 2019 war die 50. Austragung der Poker-Weltmeisterschaft und fand vom 28. Mai bis 16. Juli 2019 im Rio All-Suite Hotel and Casino in Paradise am Las Vegas Strip statt.

## Turniere

### Struktur
Insgesamt standen 90 Pokerturniere in den Varianten Texas Hold’em, Omaha Hold’em, Seven Card Stud, Razz, 2-7 Triple Draw sowie in den gemischten Varianten H.O.R.S.E. und 8-Game auf dem Turnierplan. Neun Events wurden online ausgespielt. Der Buy-in lag zwischen 400 und 100.000 US-Dollar. Für einen Turniersieg erhielten die Spieler neben dem Preisgeld ein Bracelet. Mit Robert Campbell gewann ein Spieler zwei Bracelets; Jiyoung Kim, Susan Faber und Tu Dao waren als einzige Frauen siegreich.
Zum Jubiläum der Serie wurde das Big 50 ausgetragen, das bei einem gebührenfreien Buy-in von 500 US-Dollar einen garantierten Preispool von 5 Millionen US-Dollar sowie eine Siegprämie von mindestens einer Million US-Dollar versprach. Mit einem Teilnehmerfeld von 28.371 Spielern war es das bisher größte ausgetragene Live-Pokerturnier.

### Turnierplan

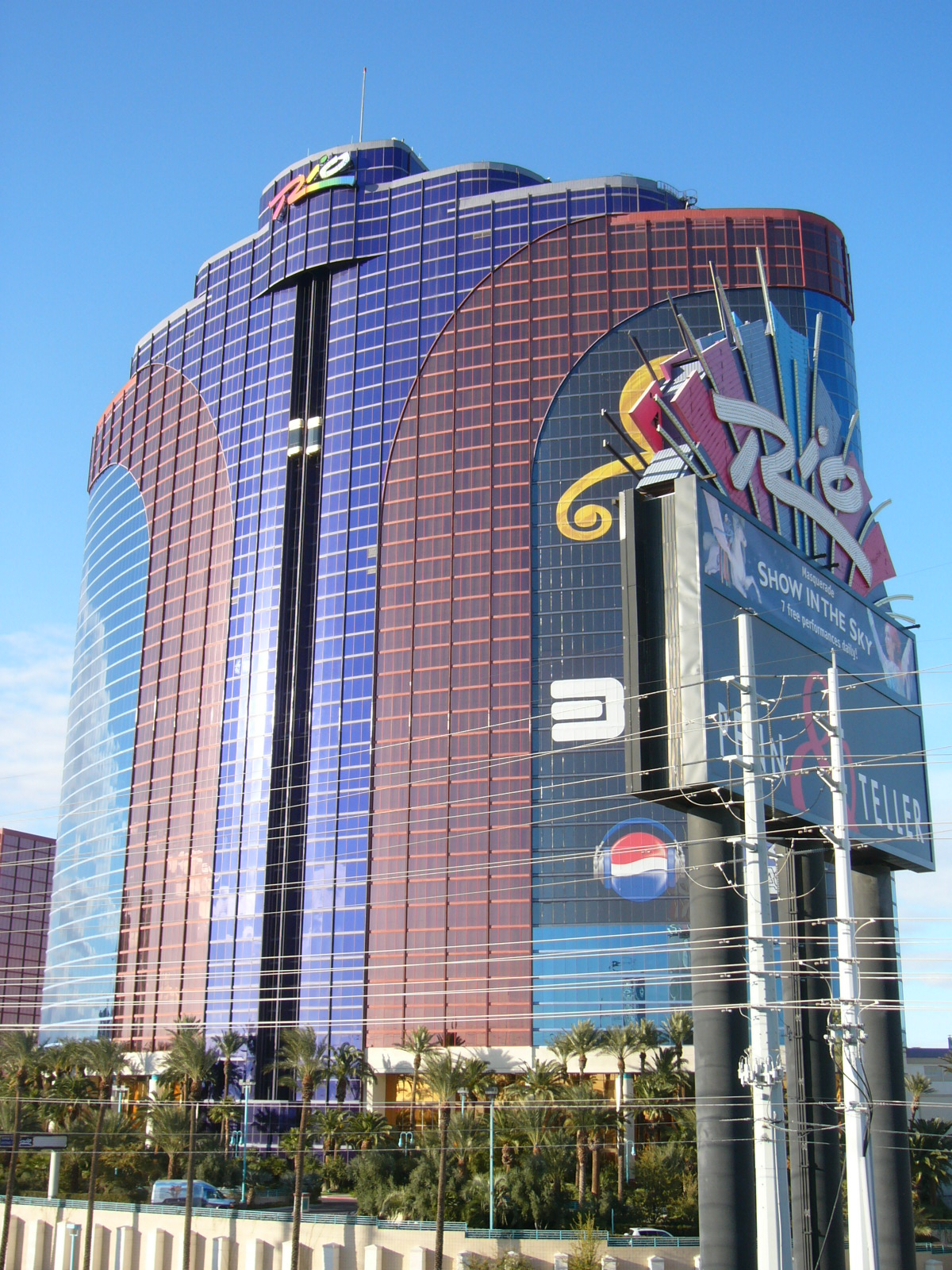
Das Rio All-Suite Hotel and Casino am Las Vegas Strip

Im Falle eines mehrfachen Braceletgewinners gibt die Zahl hinter dem Spielernamen an, das wievielte Bracelet in diesem Turnier gewonnen wurde.
| #  | Buy-in (in $) | Turnier                                                          | Turnierbeginn | Teilnehmer | Sieger                  | Sieger                  | Sieger                  | Herkunft               | Herkunft               | Herkunft               | Preisgeld (in $) |
| -- | ------------- | ---------------------------------------------------------------- | ------------- | ---------- | ----------------------- | ----------------------- | ----------------------- | ---------------------- | ---------------------- | ---------------------- | ---------------- |
| 1  | 000.500       | Casino Employees Event                                           | 29. Mai 2019  | 00.686     | Nicholas Haynes         | Nicholas Haynes         | Nicholas Haynes         | Vereinigte Staaten     | Vereinigte Staaten     | Vereinigte Staaten     | 00.062.345       |
| 2  | 010.000       | Super Turbo Bounty                                               | 29. Mai 2019  | 00.204     | Brian Green             | Brian Green             | Brian Green             | Vereinigte Staaten     | Vereinigte Staaten     | Vereinigte Staaten     | 00.345.669       |
| 3  | 000.500       | Big 50 No-Limit Hold’em                                          | 30. Mai 2019  | 28.371     | Femi Fashakin           | Femi Fashakin           | Femi Fashakin           | Nigeria                | Nigeria                | Nigeria                | 01.147.449       |
| 4  | 001.500       | Omaha Hi/Lo 8 or Better                                          | 30. Mai 2019  | 00.853     | Derek McMaster          | Derek McMaster          | Derek McMaster          | Vereinigte Staaten     | Vereinigte Staaten     | Vereinigte Staaten     | 00.228.228       |
| 5  | 050.000       | No-Limit Hold’em High Roller                                     | 31. Mai 2019  | 00.110     | Ben Heath               | Ben Heath               | Ben Heath               | Vereinigtes Konigreich | Vereinigtes Konigreich | Vereinigtes Konigreich | 01.484.085       |
| 6  | 002.500       | Limit Mixed Triple Draw                                          | 1. Juni 2019  | 00.296     | Daniel Zack             | Daniel Zack             | Daniel Zack             | Vereinigte Staaten     | Vereinigte Staaten     | Vereinigte Staaten     | 00.160.447       |
| 7  | 000.400       | WSOP.com Online No-Limit Hold’em                                 | 2. Juni 2019  | 02.825     | Yong Kwon               | Yong Kwon               | Yong Kwon               | Vereinigte Staaten     | Vereinigte Staaten     | Vereinigte Staaten     | 00.165.263       |
| 8  | 010.000       | Short Deck No-Limit Hold’em                                      | 2. Juni 2019  | 00.114     | Alex Epstein            | Alex Epstein            | Alex Epstein            | Vereinigte Staaten     | Vereinigte Staaten     | Vereinigte Staaten     | 00.296.227       |
| 9  | 000.600       | No-Limit Hold’em Deepstack                                       | 3. Juni 2019  | 06.151     | Jeremy Pekarek          | Jeremy Pekarek          | Jeremy Pekarek          | Vereinigte Staaten     | Vereinigte Staaten     | Vereinigte Staaten     | 00.398.281       |
| 10 | 001.500       | Dealers Choice                                                   | 3. Juni 2019  | 00.470     | Scott Clements (3)      | Scott Clements (3)      | Scott Clements (3)      | Vereinigte Staaten     | Vereinigte Staaten     | Vereinigte Staaten     | 00.144.957       |
| 11 | 005.000       | No-Limit Hold’em                                                 | 3. Juni 2019  | 00.400     | Daniel Strelitz         | Daniel Strelitz         | Daniel Strelitz         | Vereinigte Staaten     | Vereinigte Staaten     | Vereinigte Staaten     | 00.442.385       |
| 12 | 001.000       | No-Limit Hold’em Super Turbo Bounty                              | 4. Juni 2019  | 02.452     | Daniel Park             | Daniel Park             | Daniel Park             | Vereinigte Staaten     | Vereinigte Staaten     | Vereinigte Staaten     | 00.226.243       |
| 13 | 001.500       | No-Limit 2-7 Lowball Draw                                        | 4. Juni 2019  | 00.296     | Yuval Bronshtein        | Yuval Bronshtein        | Yuval Bronshtein        | Israel                 | Israel                 | Israel                 | 00.096.278       |
| 14 | 001.500       | H.O.R.S.E.                                                       | 5. Juni 2019  | 00.751     | Murilo Figueredo        | Murilo Figueredo        | Murilo Figueredo        | Brasilien              | Brasilien              | Brasilien              | 00.207.003       |
| 15 | 010.000       | Heads-Up No-Limit Hold’em                                        | 5. Juni 2019  | 00.112     | Sean Swingruber         | Sean Swingruber         | Sean Swingruber         | Vereinigte Staaten     | Vereinigte Staaten     | Vereinigte Staaten     | 00.186.356       |
| 16 | 001.500       | No-Limit Hold’em 6-Handed                                        | 5. Juni 2019  | 01.832     | Isaac Baron             | Isaac Baron             | Isaac Baron             | Vereinigte Staaten     | Vereinigte Staaten     | Vereinigte Staaten     | 00.407.739       |
| 17 | 001.500       | No-Limit Hold’em Shootout                                        | 6. Juni 2019  | 00.917     | Brett Apter             | Brett Apter             | Brett Apter             | Vereinigte Staaten     | Vereinigte Staaten     | Vereinigte Staaten     | 00.238.824       |
| 18 | 010.000       | Omaha Hi-Lo 8 or Better                                          | 6. Juni 2019  | 00.183     | Frankie O’Dell (3)      | Frankie O’Dell (3)      | Frankie O’Dell (3)      | Vereinigte Staaten     | Vereinigte Staaten     | Vereinigte Staaten     | 00.443.641       |
| 19 | 001.500       | Millionaire Maker No-Limit Hold’em                               | 7. Juni 2019  | 08.809     | John Gorsuch            | John Gorsuch            | John Gorsuch            | Vereinigte Staaten     | Vereinigte Staaten     | Vereinigte Staaten     | 01.344.930       |
| 20 | 001.500       | Seven-Card Stud                                                  | 7. Juni 2019  | 00.285     | Eli Elezra (4)          | Eli Elezra (4)          | Eli Elezra (4)          | Vereinigte Staaten     | Vereinigte Staaten     | Vereinigte Staaten     | 00.093.766       |
| 21 | 010.000       | No-Limit 2-7 Lowball Draw                                        | 8. Juni 2019  | 00.091     | Jim Bechtel (2)         | Jim Bechtel (2)         | Jim Bechtel (2)         | Vereinigte Staaten     | Vereinigte Staaten     | Vereinigte Staaten     | 00.253.817       |
| 22 | 001.000       | Double Stack No-Limit Hold’em                                    | 9. Juni 2019  | 03.253     | Jorden Fox              | Jorden Fox              | Jorden Fox              | Vereinigte Staaten     | Vereinigte Staaten     | Vereinigte Staaten     | 00.420.693       |
| 23 | 001.500       | Eight Game Mix                                                   | 9. Juni 2019  | 00.612     | Rami Boukai (2)         | Rami Boukai (2)         | Rami Boukai (2)         | Vereinigte Staaten     | Vereinigte Staaten     | Vereinigte Staaten     | 00.177.294       |
| 24 | 000.600       | WSOP.com Online Pot-Limit Omaha 6-Handed                         | 9. Juni 2019  | 01.216     | Joshua Pollock (2)      | Joshua Pollock (2)      | Joshua Pollock (2)      | Vereinigte Staaten     | Vereinigte Staaten     | Vereinigte Staaten     | 00.139.470       |
| 25 | 000.600       | Pot-Limit Omaha Deepstack                                        | 10. Juni 2019 | 02.577     | Andrew Donabedian       | Andrew Donabedian       | Andrew Donabedian       | Vereinigte Staaten     | Vereinigte Staaten     | Vereinigte Staaten     | 00.205.605       |
| 26 | 002.620       | No-Limit Hold’em Marathon                                        | 10. Juni 2019 | 01.083     | Roman Korenew           | Roman Korenew           | Roman Korenew           | Russland               | Russland               | Russland               | 00.477.401       |
| 27 | 001.500       | Seven-Card Stud Hi/Lo 8 or Better                                | 10. Juni 2019 | 00.460     | Michael Mizrachi (5)    | Michael Mizrachi (5)    | Michael Mizrachi (5)    | Vereinigte Staaten     | Vereinigte Staaten     | Vereinigte Staaten     | 00.142.801       |
| 28 | 001.000       | No-Limit Hold’em                                                 | 11. Juni 2019 | 02.477     | Stephen Song            | Stephen Song            | Stephen Song            | Vereinigte Staaten     | Vereinigte Staaten     | Vereinigte Staaten     | 00.341.854       |
| 29 | 010.000       | H.O.R.S.E.                                                       | 11. Juni 2019 | 00.172     | Greg Müller (3)         | Greg Müller (3)         | Greg Müller (3)         | Kanada                 | Kanada                 | Kanada                 | 00.425.347       |
| 30 | 001.000       | Pot-Limit Omaha                                                  | 12. Juni 2019 | 01.526     | Luis Zedan              | Luis Zedan              | Luis Zedan              | Vereinigte Staaten     | Vereinigte Staaten     | Vereinigte Staaten     | 00.236.673       |
| 31 | 003.000       | No-Limit Hold’em 6-Handed                                        | 12. Juni 2019 | 00.754     | Thomas Cazayous         | Thomas Cazayous         | Thomas Cazayous         | Frankreich             | Frankreich             | Frankreich             | 00.414.766       |
| 32 | 001.000       | Seniors No-Limit Hold’em                                         | 13. Juni 2019 | 05.917     | Howard Mash             | Howard Mash             | Howard Mash             | Vereinigte Staaten     | Vereinigte Staaten     | Vereinigte Staaten     | 00.662.594       |
| 33 | 001.500       | Limit 2-7 Lowball Triple Draw                                    | 13. Juni 2019 | 00.467     | Robert Campbell         | Robert Campbell         | Robert Campbell         | Australien             | Australien             | Australien             | 00.144.027       |
| 34 | 001.000       | Double Stack No-Limit Hold’em                                    | 14. Juni 2019 | 06.214     | Joseph Cheong           | Joseph Cheong           | Joseph Cheong           | Vereinigte Staaten     | Vereinigte Staaten     | Vereinigte Staaten     | 00.687.782       |
| 35 | 010.000       | Dealers Choice (6-Handed)                                        | 14. Juni 2019 | 00.122     | Adam Friedman (3)       | Adam Friedman (3)       | Adam Friedman (3)       | Vereinigte Staaten     | Vereinigte Staaten     | Vereinigte Staaten     | 00.312.417       |
| 36 | 003.000       | No-Limit Hold’em Shootout                                        | 15. Juni 2019 | 00.313     | David Lambard           | David Lambard           | David Lambard           | Vereinigte Staaten     | Vereinigte Staaten     | Vereinigte Staaten     | 00.207.193       |
| 37 | 000.800       | No-Limit Hold’em Deepstack                                       | 16. Juni 2019 | 02.808     | Robert Mitchell         | Robert Mitchell         | Robert Mitchell         | Vereinigte Staaten     | Vereinigte Staaten     | Vereinigte Staaten     | 00.297.537       |
| 38 | 000.600       | WSOP.com Online No-Limit Hold’em Knockout Bounty                 | 16. Juni 2019 | 01.224     | Upeshka De Silva (3)    | Upeshka De Silva (3)    | Upeshka De Silva (3)    | Vereinigte Staaten     | Vereinigte Staaten     | Vereinigte Staaten     | 00.098.263       |
| 39 | 001.000       | Super Seniors No-Limit Hold’em                                   | 17. Juni 2019 | 02.650     | Michael Blake           | Michael Blake           | Michael Blake           | Vereinigte Staaten     | Vereinigte Staaten     | Vereinigte Staaten     | 00.359.863       |
| 40 | 001.500       | Pot-Limit Omaha                                                  | 17. Juni 2019 | 01.216     | Ismael Bojang           | Ismael Bojang           | Ismael Bojang           | Deutschland            | Deutschland            | Deutschland            | 00.298.507       |
| 41 | 010.000       | Seven Card Stud                                                  | 17. Juni 2019 | 00.088     | John Hennigan (6)       | John Hennigan (6)       | John Hennigan (6)       | Vereinigte Staaten     | Vereinigte Staaten     | Vereinigte Staaten     | 00.245.451       |
| 42 | 000.600       | Mixed No-Limit Hold’em / Pot-Limit Omaha Deepstack 8-Handed      | 18. Juni 2019 | 02.403     | Aristeidis Moschonas    | Aristeidis Moschonas    | Aristeidis Moschonas    | Griechenland           | Griechenland           | Griechenland           | 00.194.759       |
| 43 | 002.500       | Mixed Big Bet                                                    | 18. Juni 2019 | 00.218     | Loren Klein (4)         | Loren Klein (4)         | Loren Klein (4)         | Vereinigte Staaten     | Vereinigte Staaten     | Vereinigte Staaten     | 00.127.808       |
| 44 | 001.500       | No-Limit Hold’em Bounty                                          | 19. Juni 2019 | 01.807     | Asi Moshe (3)           | Asi Moshe (3)           | Asi Moshe (3)           | Israel                 | Israel                 | Israel                 | 00.253.933       |
| 45 | 025.000       | Pot-Limit Omaha High Roller                                      | 19. Juni 2019 | 00.278     | Stephen Chidwick        | Stephen Chidwick        | Stephen Chidwick        | Vereinigtes Konigreich | Vereinigtes Konigreich | Vereinigtes Konigreich | 01.618.417       |
| 46 | 000.500       | WSOP.com Online No-Limit Hold’em Turbo Deepstack                 | 19. Juni 2019 | 01.181     | Daniel Lupo             | Daniel Lupo             | Daniel Lupo             | Vereinigte Staaten     | Vereinigte Staaten     | Vereinigte Staaten     | 00.145.274       |
| 47 | 001.000       | Ladies No-Limit Hold’em                                          | 20. Juni 2019 | 00.968     | Jiyoung Kim             | Jiyoung Kim             | Jiyoung Kim             | Korea Sud              | Korea Sud              | Korea Sud              | 00.167.308       |
| 48 | 002.500       | No-Limit Hold’em                                                 | 20. Juni 2019 | 00.996     | Ari Engel               | Ari Engel               | Ari Engel               | Kanada                 | Kanada                 | Kanada                 | 00.427.399       |
| 49 | 010.000       | Limit 2-7 Lowball Triple Draw                                    | 20. Juni 2019 | 00.100     | Luke Schwartz           | Luke Schwartz           | Luke Schwartz           | Vereinigtes Konigreich | Vereinigtes Konigreich | Vereinigtes Konigreich | 00.273.336       |
| 50 | 001.500       | Monster Stack No-Limit Hold’em                                   | 21. Juni 2019 | 06.035     | Kainalu McCue-Unciano   | Kainalu McCue-Unciano   | Kainalu McCue-Unciano   | Vereinigte Staaten     | Vereinigte Staaten     | Vereinigte Staaten     | 01.008.850       |
| 51 | 002.500       | Mixed Omaha Hi/Lo 8 or Better, Seven Card Stud Hi/Lo 8 or Better | 21. Juni 2019 | 00.401     | Yuri Dzivielevski       | Yuri Dzivielevski       | Yuri Dzivielevski       | Brasilien              | Brasilien              | Brasilien              | 00.213.750       |
| 52 | 010.000       | Pot-Limit Omaha 8-Handed                                         | 22. Juni 2019 | 00.518     | Dash Dudley             | Dash Dudley             | Dash Dudley             | Vereinigte Staaten     | Vereinigte Staaten     | Vereinigte Staaten     | 01.086.967       |
| 53 | 000.800       | No-Limit Hold’em Deepstack 8-Handed                              | 23. Juni 2019 | 03.759     | Santiago Soriano        | Santiago Soriano        | Santiago Soriano        | Spanien                | Spanien                | Spanien                | 00.371.203       |
| 54 | 001.500       | Razz                                                             | 23. Juni 2019 | 00.363     | Kevin Gerhart           | Kevin Gerhart           | Kevin Gerhart           | Vereinigte Staaten     | Vereinigte Staaten     | Vereinigte Staaten     | 00.119.054       |
| 55 | 001.000       | WSOP.com Online No-Limit Hold’em Double Stack                    | 23. Juni 2019 | 01.333     | Jason Gooch             | Jason Gooch             | Jason Gooch             | Vereinigte Staaten     | Vereinigte Staaten     | Vereinigte Staaten     | 00.241.493       |
| 56 | 001.500       | No-Limit Hold’em Super Turbo Bounty                              | 24. Juni 2019 | 01.867     | Jonas Lauck             | Jonas Lauck             | Jonas Lauck             | Deutschland            | Deutschland            | Deutschland            | 00.260.335       |
| 57 | 001.000       | Tag Team No-Limit Hold’em                                        | 24. Juni 2019 | 00.976     | Daniel Dayan            | Ohad Geiger             | Barak Wisbrod           | Israel                 | Israel                 | Israel                 | 00.168.395       |
| 58 | 050.000       | The Poker Player’s Championship                                  | 24. Juni 2019 | 00.074     | Phillip Hui (2)         | Phillip Hui (2)         | Phillip Hui (2)         | Vereinigte Staaten     | Vereinigte Staaten     | Vereinigte Staaten     | 01.099.311       |
| 59 | 000.600       | No-Limit Hold’em Deepstack Championship                          | 25. Juni 2019 | 06.140     | Joe Foresman            | Joe Foresman            | Joe Foresman            | Vereinigte Staaten     | Vereinigte Staaten     | Vereinigte Staaten     | 00.397.903       |
| 60 | 001.500       | Pot-Limit Omaha 8 or Better                                      | 25. Juni 2019 | 01.117     | Anthony Zinno (2)       | Anthony Zinno (2)       | Anthony Zinno (2)       | Vereinigte Staaten     | Vereinigte Staaten     | Vereinigte Staaten     | 00.279.920       |
| 61 | 000.400       | The Colossus No-Limit Hold’em                                    | 26. Juni 2019 | 13.109     | Sejin Park              | Sejin Park              | Sejin Park              | Korea Sud              | Korea Sud              | Korea Sud              | 00.451.272       |
| 62 | 010.000       | Razz                                                             | 26. Juni 2019 | 00.116     | Scott Seiver (3)        | Scott Seiver (3)        | Scott Seiver (3)        | Vereinigte Staaten     | Vereinigte Staaten     | Vereinigte Staaten     | 00.301.421       |
| 63 | 001.500       | Omaha Mix                                                        | 27. Juni 2019 | 00.717     | Anatoli Syrin           | Anatoli Syrin           | Anatoli Syrin           | Russland               | Russland               | Russland               | 00.199.838       |
| 64 | 000.888       | Crazy Eight’s No-Limit Hold’em                                   | 28. Juni 2019 | 05.598     | Rick Alvarado           | Rick Alvarado           | Rick Alvarado           | Vereinigte Staaten     | Vereinigte Staaten     | Vereinigte Staaten     | 00.888.888       |
| 65 | 010.000       | Pot-Limit Omaha Hi-Lo 8 or Better                                | 28. Juni 2019 | 00.193     | Nick Schulman (3)       | Nick Schulman (3)       | Nick Schulman (3)       | Vereinigte Staaten     | Vereinigte Staaten     | Vereinigte Staaten     | 00.463.670       |
| 66 | 001.500       | Limit Hold’em                                                    | 29. Juni 2019 | 00.541     | David „ODB“ Baker (2)   | David „ODB“ Baker (2)   | David „ODB“ Baker (2)   | Vereinigte Staaten     | Vereinigte Staaten     | Vereinigte Staaten     | 00.161.139       |
| 67 | 010.000       | Seven Card Stud Hi-Lo 8 or Better                                | 30. Juni 2019 | 00.151     | Robert Campbell (2)     | Robert Campbell (2)     | Robert Campbell (2)     | Australien             | Australien             | Australien             | 00.385.763       |
| 68 | 001.000       | WSOP.com Online No-Limit Hold’em Championship                    | 30. Juni 2019 | 01.750     | Nicholas Baris          | Nicholas Baris          | Nicholas Baris          | Vereinigte Staaten     | Vereinigte Staaten     | Vereinigte Staaten     | 00.303.739       |
| 69 | 001.000       | Mini Main Event                                                  | 1. Juli 2019  | 05.521     | Jeremy Saderne          | Jeremy Saderne          | Jeremy Saderne          | Frankreich             | Frankreich             | Frankreich             | 00.628.654       |
| 70 | 005.000       | No-Limit Hold’em 6-Handed                                        | 1. Juli 2019  | 00.814     | João Vieira             | João Vieira             | João Vieira             | Portugal               | Portugal               | Portugal               | 00.757.078       |
| 71 | 000.500       | Salute to Warriors No-Limit Hold’em                              | 2. Juli 2019  | 01.723     | Susan Faber             | Susan Faber             | Susan Faber             | Vereinigte Staaten     | Vereinigte Staaten     | Vereinigte Staaten     | 00.121.161       |
| 72 | 010.000       | Limit Hold’em Championship                                       | 2. Juli 2019  | 00.118     | Juha Helppi             | Juha Helppi             | Juha Helppi             | Finnland               | Finnland               | Finnland               | 00.306.622       |
| 73 | 010.000       | Main Event World Championship                                    | 3. Juli 2019  | 08.569     | Hossein Ensan           | Hossein Ensan           | Hossein Ensan           | Deutschland            | Deutschland            | Deutschland            | 10.000.000       |
| 74 | 003.200       | WSOP.com Online No-Limit Hold’em High Roller                     | 3. Juli 2019  | 00.593     | Brandon Adams           | Brandon Adams           | Brandon Adams           | Vereinigte Staaten     | Vereinigte Staaten     | Vereinigte Staaten     | 00.411.561       |
| 75 | 001.111       | The Little One for One Drop                                      | 6. Juli 2019  | 06.248     | James Anderson          | James Anderson          | James Anderson          | Vereinigte Staaten     | Vereinigte Staaten     | Vereinigte Staaten     | 00.690.686       |
| 76 | 000.800       | WSOP.com Online No-Limit Hold’em 6-Handed                        | 7. Juli 2019  | 01.560     | Shawn Buchanan          | Shawn Buchanan          | Shawn Buchanan          | Kanada                 | Kanada                 | Kanada                 | 00.223.119       |
| 77 | 003.000       | Limit Hold’em 6-Handed                                           | 8. Juli 2019  | 00.193     | Tu Dao                  | Tu Dao                  | Tu Dao                  | Kanada                 | Kanada                 | Kanada                 | 00.133.189       |
| 90 | 050.000       | Final Fifty No-Limit Hold’em                                     | 8. Juli 2019  | 00.123     | Daniel Tang             | Daniel Tang             | Daniel Tang             | Hongkong               | Hongkong               | Hongkong               | 01.608.406       |
| 78 | 001.500       | Pot-Limit Omaha Bounty                                           | 9. Juli 2019  | 01.130     | Maximilian Klostermeier | Maximilian Klostermeier | Maximilian Klostermeier | Danemark               | Danemark               | Danemark               | 00.177.823       |
| 79 | 003.000       | No-Limit Hold’em                                                 | 9. Juli 2019  | 00.671     | Ivan Deyra              | Ivan Deyra              | Ivan Deyra              | Frankreich             | Frankreich             | Frankreich             | 00.380.090       |
| 80 | 001.500       | Mixed No-Limit Hold’em Pot-Limit Omaha                           | 10. Juli 2019 | 01.250     | Jerry Ödeen             | Jerry Ödeen             | Jerry Ödeen             | Schweden               | Schweden               | Schweden               | 00.304.793       |
| 81 | 001.500       | 50th Annual Bracelet Winners Only No-Limit Hold’em               | 10. Juli 2019 | 00.185     | Shankar Pillai (2)      | Shankar Pillai (2)      | Shankar Pillai (2)      | Vereinigte Staaten     | Vereinigte Staaten     | Vereinigte Staaten     | 00.071.580       |
| 82 | 001.500       | No-Limit Hold’em Double Stack                                    | 11. Juli 2019 | 02.589     | Tom Koral (2)           | Tom Koral (2)           | Tom Koral (2)           | Vereinigte Staaten     | Vereinigte Staaten     | Vereinigte Staaten     | 00.530.164       |
| 83 | 100.000       | No-Limit Hold’em High Roller                                     | 11. Juli 2019 | 00.099     | Keith Tilston           | Keith Tilston           | Keith Tilston           | Vereinigte Staaten     | Vereinigte Staaten     | Vereinigte Staaten     | 02.792.406       |
| 84 | 001.500       | The Closer No-Limit Hold’em                                      | 12. Juli 2019 | 02.800     | Abhinav Iyer            | Abhinav Iyer            | Abhinav Iyer            | Indien                 | Indien                 | Indien                 | 00.565.346       |
| 85 | 003.000       | Pot-Limit Omaha 6-Handed                                         | 12. Juli 2019 | 00.835     | Alan Sternberg          | Alan Sternberg          | Alan Sternberg          | Vereinigte Staaten     | Vereinigte Staaten     | Vereinigte Staaten     | 00.448.392       |
| 86 | 010.000       | No-Limit Hold’em 6-Handed                                        | 13. Juli 2019 | 00.272     | Anuj Agarwal            | Anuj Agarwal            | Anuj Agarwal            | Vereinigte Staaten     | Vereinigte Staaten     | Vereinigte Staaten     | 00.630.747       |
| 87 | 003.000       | H.O.R.S.E.                                                       | 14. Juli 2019 | 00.301     | Denis Strebkow          | Denis Strebkow          | Denis Strebkow          | Russland               | Russland               | Russland               | 00.206.173       |
| 88 | 000.500       | WSOP.com Online No-Limit Hold’em Summer Saver                    | 14. Juli 2019 | 01.859     | Taylor Paur (2)         | Taylor Paur (2)         | Taylor Paur (2)         | Vereinigte Staaten     | Vereinigte Staaten     | Vereinigte Staaten     | 00.149.241       |
| 89 | 005.000       | No-Limit Hold’em                                                 | 15. Juli 2019 | 00.608     | Carl Shaw               | Carl Shaw               | Carl Shaw               | Vereinigtes Konigreich | Vereinigtes Konigreich | Vereinigtes Konigreich | 00.606.562       |

### Main Event
Der Finaltisch wurde vom 14. bis 16. Juli 2019 gespielt. In der finalen Hand gewann Ensan mit K♥ K♣ gegen Sammartino mit 8♠ 4♠.
| Platz | Herkunft               | Spieler          | Alter * | Preisgeld (in $) |
| ----- | ---------------------- | ---------------- | ------- | ---------------- |
| 1     | Deutschland            | Hossein Ensan    | 55      | 10.000.000       |
| 2     | Italien                | Dario Sammartino | 32      | 06.000.000       |
| 3     | Kanada                 | Alex Livingston  | 32      | 04.000.000       |
| 4     | Vereinigte Staaten     | Garry Gates      | 37      | 03.000.000       |
| 5     | Vereinigte Staaten     | Kevin Maahs      | 27      | 02.200.000       |
| 6     | Vereinigte Staaten     | Zhen Cai         | 35      | 01.825.000       |
| 7     | Vereinigtes Konigreich | Nick Marchington | 21      | 01.525.000       |
| 8     | Vereinigte Staaten     | Timothy Su       | 25      | 01.275.000       |
| 9     | Serbien                | Miloš Škrbić     | 30      | 01.000.000       |

## Übertragung
Es wurden täglich ausgewählte Finaltische live auf den kostenpflichtigen Streaming-Websites PokerGO und CBS All Access übertragen.

## Expansion
Vom 13. Oktober bis 4. November 2019 wurden im King’s Resort im tschechischen Rozvadov bei der World Series of Poker Europe 2019 15 Bracelets ausgespielt.

## Player of the Year
Die Auszeichnung als Player of the Year erhielt der Spieler, der über alle Turniere hinweg die meisten Punkte sammelte. Von der Wertung waren nicht für alle Spieler zugängliche Turniere ausgenommen, das betraf die Turniere der Casino Employees, Seniors, Super Seniors und Ladies sowie das Tag-Team-Event und das Bracelet Winner’s Only. Das Ranking beinhaltete auch die Turniere der World Series of Poker Europe. Nach der Austragung der WSOPE wurde zunächst Daniel Negreanu, der diesen Titel schon 2004 und 2013 gewonnen hatte, zum Sieger ernannt. Wenige Tage später räumten die Veranstalter einen Datenfehler ein, ohne den Robert Campbell zum Player of the Year wurde. Er gewann zwei Bracelets, erreichte insgesamt sechs Finaltische und 13-mal die Geldränge, womit er sich Preisgelder von rund 750.000 US-Dollar sicherte.
| Platz | Herkunft           | Spieler          | Punkte  |
| ----- | ------------------ | ---------------- | ------- |
| 1     | Australien         | Robert Campbell  | 3961,31 |
| 2     | Vereinigte Staaten | Shaun Deeb       | 3917,32 |
| 3     | Kanada             | Daniel Negreanu  | 3861,76 |
| 4     | Vereinigte Staaten | Anthony Zinno    | 3322,00 |
| 5     | Vereinigte Staaten | Phillip Hui      | 3186,17 |
| 6     | Vereinigte Staaten | Daniel Zack      | 3126,13 |
| 7     | Italien            | Dario Sammartino | 3091,03 |
| 8     | Vereinigte Staaten | Chris Ferguson   | 2997,10 |
| 9     | Australien         | Kahle Burns      | 2983,37 |
| 10    | Vereinigte Staaten | Dash Dudley      | 2860,79 |